# Бурдон сир Роњон
Бурдон сир Роњон (фр. Bourdons-sur-Rognon) насеље је и општина у североисточној Француској у региону Шампањ-Арден, у департману Горња Марна која припада префектури Шомон.
По подацима из 2011. године у општини је живело 267 становника, а густина насељености је износила 6,77 становника/km². Општина се простире на површини од 39,45 km². Налази се на средњој надморској висини од 338 метара.

## Демографија
| 1962. | 1968. | 1975. | 1982. | 1990. | 1999. | 2011. |
| ----- | ----- | ----- | ----- | ----- | ----- | ----- |
| 396   | 413   | 365   | 338   | 306   | 294   | 267   |

График промене броја становника у току последњих година